# Water Valley (Kentucky)
Water Valley è un comune degli Stati Uniti d'America, situato nello Stato del Kentucky, nella Contea di Graves.